# Bytový textil

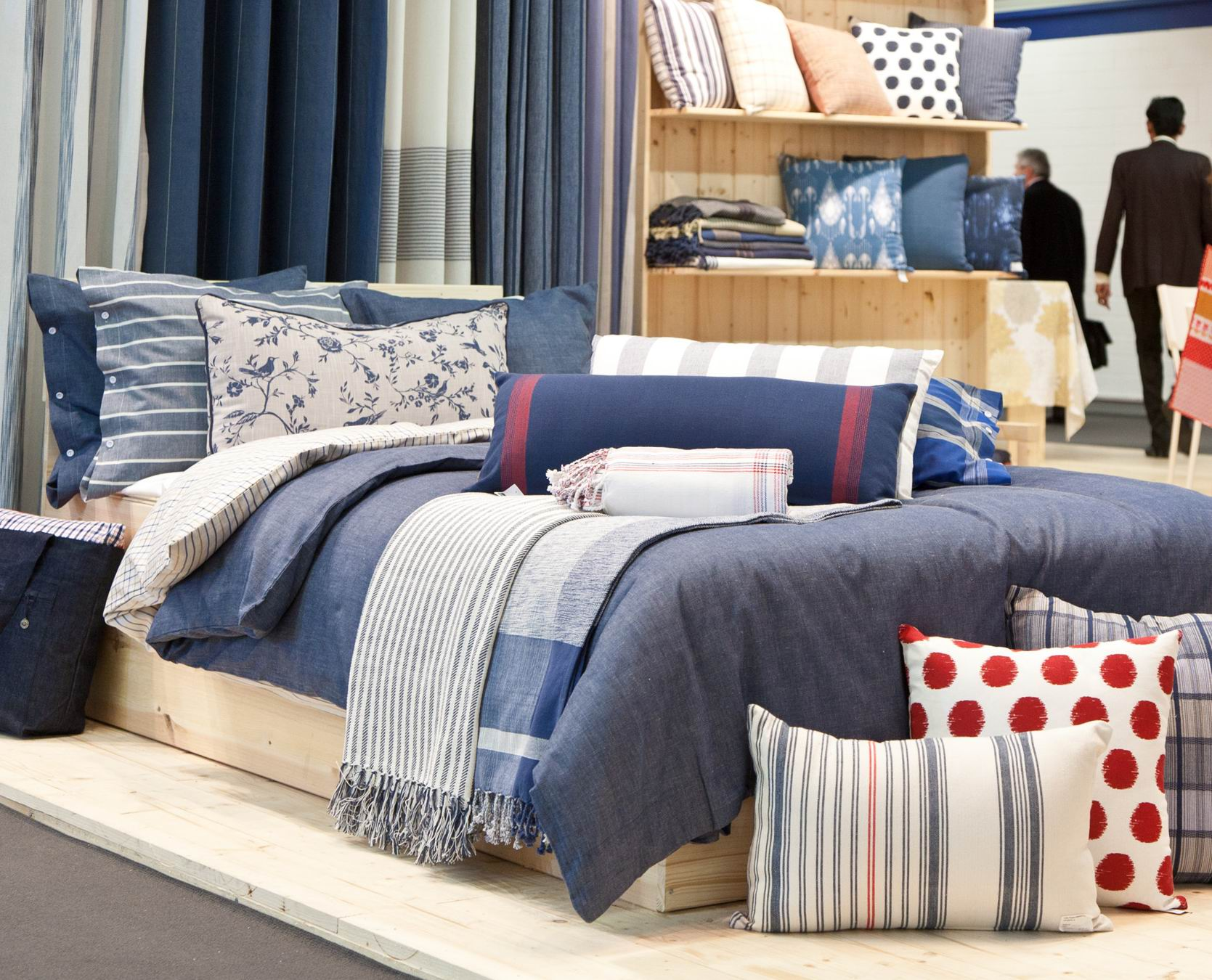
Exponáty na veletrhu bytových textilií ve Frankfurtu n.M. v roce 2012

Bytový textil je souhrnné označení pro textilní výrobky sloužící k vybavení nebo k úpravě obytných prostor.
Jsou to jak funkční tak i dekorativní předměty zhotovené tkaním, pletením, vázáním, háčkováním nebo technikami netkaných textilií. 
Ve 2. dekádě 21. století se spotřebovala na bytové textilie asi 1/5 z celkových dodávek textilních vláken (z toho 30 % bavlny). Z finálních výrobků se na nich podílely:
záclony se 42 %, podlahové krytiny se 33 %, lůžkoviny se 14 %, ručníky se 7 % a ubrusy se 4 %. 